# Грут (киновселенная Marvel)
Грут (англ. Groot) — персонаж из медиафраншизы «Кинематографическая вселенная Marvel» (КВМ), основанный на одноимённом персонаже комиксов Marvel. Персонажа озвучивает Вин Дизель, а его роль исполнили на основе захвата движения Дизеля, Кристиана Годлевски, Шона Ганна, Джеймса Ганна и Терри Нотари. В фильмах Грут является древовидным гуманоидом, соратником Ракеты и членом Стражей Галактики.
По состоянию на 2022 год персонаж появился в восьми проектах: «Стражи Галактики» (2014), «Стражи Галактики. Часть 2» (2017), «Мстители: Война бесконечности» (2018), «Мстители: Финал» (2019), «Тор: Любовь и гром» (2022), «Я есть Грут» (2022), «Стражи Галактики: Праздничный спецвыпуск» (2022) и «Стражи Галактики. Часть 3» (2023).

## Концепция и создание
Грут впервые появился в «Tales to Astonish» #13 (ноябрь 1960) и был создан Стэном Ли, Ларри Либером и Джеком Кёрби. «Groot» — это нидерландское слово, означающее «большой», возможно, относящееся к его росту и способности увеличиваться в размерах. Он снова появился в «The Incredible Hulk Annual» #5 (октябрь 1976) вместе с пятью другими монстрами из антологии комиксов ужасов Marvel конца 1950-х и начала 1960-х годов. В «The Sensational Spider-Man» #1 (июль 1997) Грут появился в ночном кошмаре молодого Питера Паркера. Грут вновь появился в 2006 году в ограниченной серии из шести выпусков «Nick Fury’s Howling Commandos» и появился в ограниченной серии «Annihilation: Conquest» и «Annihilation: Conquest — Star-Lord». Грут присоединился к Стражам Галактики в одноимённой серии и оставался неотъемлемым элементом серии до её отмены в выпуске #25 в 2010 году.

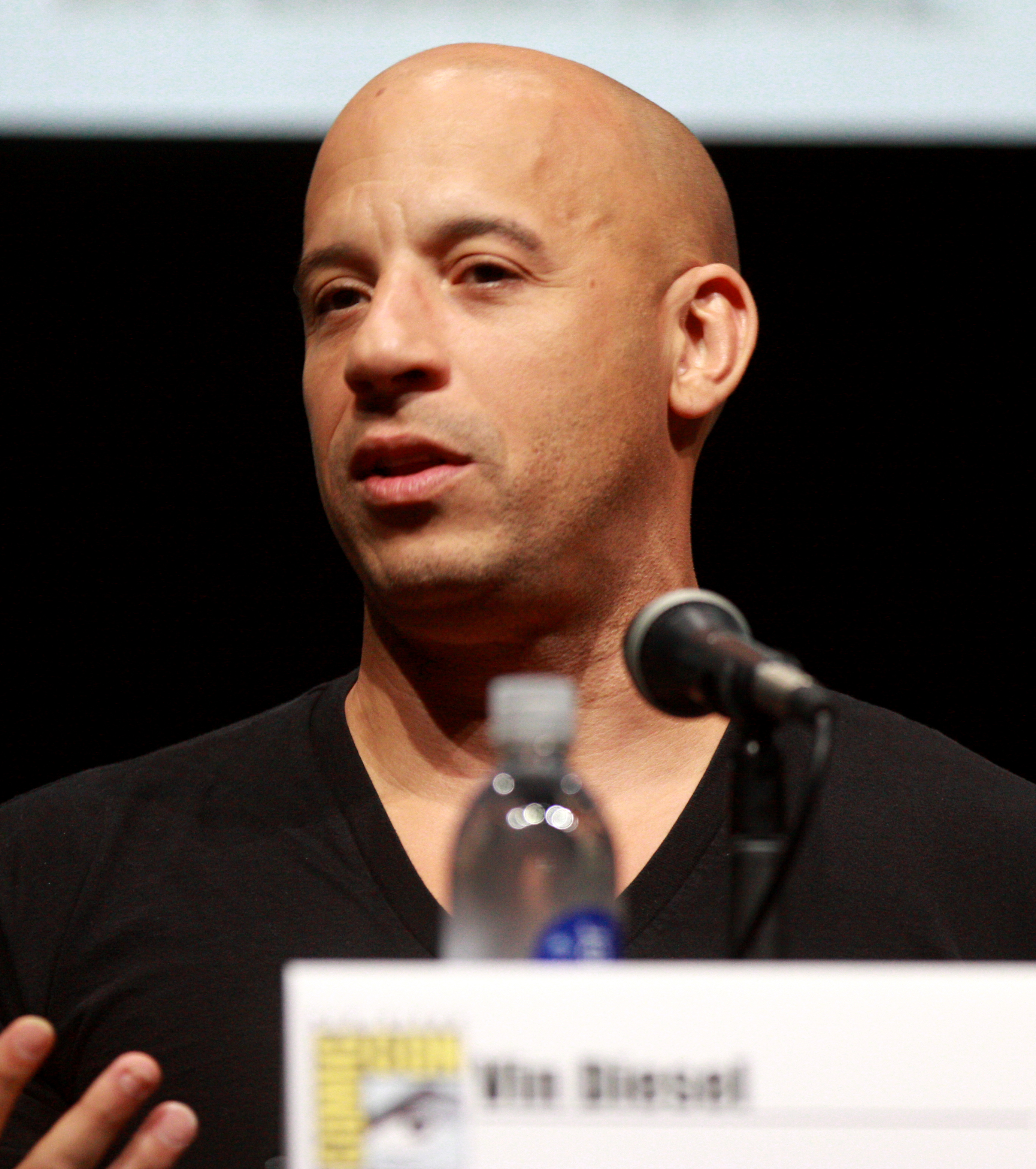
Дизель на San Diego Comic-Con 2013

Президент Marvel Studios Кевин Файги впервые упомянул «Стражей Галактики» в качестве потенциального фильма на San Diego Comic-Con International в 2010 году, заявив: «Есть также некоторые смутные названия, такие как „Стражи Галактики“. Я думаю, что в последнее время они были забавно переработаны в комиксах». Файги вновь высказал эту мысль в сентябрьском выпуске «Entertainment Weekly» за 2011 год, сказав, что «есть возможность сделать большую космическую эпопею, на которую „Тор“ как бы намекает, в космической стороне» Кинематографической вселенной Marvel. Файги добавил, что если фильм будет снят, то в нём будет ансамбль персонажей, как это было в «Людях Икс» и «Мстителях». На San Diego Comic-Con International 2012 Файги объявил, что фильм находится в активной разработке, и что предполагаемой датой выхода будет 1 августа 2014 года. Он сказал, что титульная команда фильма будет состоять из персонажей Звёздного Лорда, Дракса Разрушителя, Гаморы, Грута и Ракеты.
В сентябре 2013 года Вин Дизель заявил, что озвучивает Грута, хотя Marvel в то время не подтверждала участие Дизеля в фильме.

## Характеризация
Взрослый Грут впервые был представлен в качестве партнёра Ракеты в фильме «Стражи Галактики». У него ограниченный словарный запас, он использует только свою популярную фразу «Я есть Грут», хотя позже ему удалось произнести фразу «Мы есть Грут», прежде чем пожертвовать своей жизнью ради Стражей Галактики в битве с Ронаном за камень бесконечности. Другие характеристики Грута включают способность отращивать свои ветви по высоте, длине и обхвату (ассимилируя руки и ноги), обрезать ветви, выращивать цветы и производить форму люминесцентных семян.
Он — древовидный гуманоид и сообщник Ракеты. Дизель заявил, что он озвучил Грута и предоставил захват движения для него после того, как первоначально вёл переговоры о том, чтобы сняться в новом фильме в Третьей фазе Marvel. Дизель также озвучил Грута на нескольких языках для нескольких зарубежных релизов фильма. Кристиан Годлевски изобразил персонажа на съёмочной площадке, хотя его актёрская игра не использовалась в финальном CGI-изображении персонажа. О персонаже, которого Ганн основал на своей собаке, Ганн сказал: «Все Стражи начинают фильм как ублюдки, кроме Грута. Он невинный. Он на сто процентов смертоносен и на сто процентов мил. Он действительно втянут в жизнь Ракеты». Ганн добавил, что на создание дизайна и движения Грута ушла «большая часть года». Ганн добавил: «То, как Вин Дизель говорит „Я есть Грут“ меня поражает. Все эти „Я есть Грут“, которые были более ранними голосами, звучали совсем не очень хорошо... Вин пришёл и за один день записал все эти записи „Я есть Грут“, и он перфекционист. Он заставил меня объяснить, что именно он говорил с каждым „Я есть Грут“... Было удивительно, когда мы впервые записали этот голос, насколько сильно изменился персонаж и как сильно он повлиял на персонажа». Что касается ограниченного количества слов, используемых Грутом, Дизель сказал, что во многих отношениях это была «… самая сложная вещь, о которой нужно просить актёра». Дизель нашёл эмоциональную ноту в своём выступлении, вспомнив смерть своего друга и коллеги по «Форсажу» Пола Уокера, сказав: «Это было в декабре [2013 года], и я впервые вернулся к общению с людьми после того, как столкнулся со смертью, поэтому играть персонажа, который празднует жизнь так, как это делает Грут, было очень приятно». Также видны способности Грута к изменению формы и размера, причём Ганн заявил, что у него есть способность расти в фильме.
Взрослый Грут кажется почти неразрушимым, как видно, когда его конечности отрублены, и благодаря его способности сгущать ветви в защитную массу, непроницаемую для пуль. Он служит другом, щитом и защитником Ракеты и его друзей-Стражей.
После смерти взрослого Грута в результате крушения космического корабля Ронана, Ракета восстановил и посадил кусочки его ветвей в цветочный горшок, из которого вырос его сын, Малыш Грут, которого Ракета воспитывает, и он позже становится подростком Грутом. Персонаж начал расти из саженца в конце первого фильма, и Джеймс Ганн намеревался, чтобы он полностью вырос к продолжению. В конце концов Ганн решил оставить его «Малышом Грутом», что стало одной из причин, по которой действие фильма происходит всего через несколько месяцев после первого. Ганн описал Малыша Грута как сына Грута из первого фильма, при этом Дизель объяснил, что «мы увидим, как этот глупый, очаровательный малыш Грут [просто] учится по ходу дела». Мастер реквизита Рассел Боббитт создал модель 10-дюймового (25 см) Малыша Грута в масштабе 1:1 для съёмок, чтобы использовать его для того, чтобы знать, куда на него падает освещение, а иногда и в качестве марионетки для взаимодействия с актёрами. Поскольку Грут общается только с фразой «Я есть Грут» в разных интонациях, Ганн создал «Грутовскую Версию» сценария для себя и Дизеля, которая содержит каждую из реплик Грута на английском языке. Дизель использовал более высокий регистр своего голоса для Малыша Грута, который был повышен на семь-девять полутонов в зависимости от дубля. Он также произносил реплики медленно, чтобы избежать каких-либо проблем с растягиванием времени. Дизель озвучил Грута на шестнадцати иностранных языках для зарубежных релизов фильма (по сравнению с шестью в первом фильме). Шон Ганн был дублёром Грута на съёмочной площадке для сцены после титров, когда Грут уже стал подростком.

## Биография персонажа

### Стражи Галактики
Будучи разумным древовидным существом, Грут является сообщником Ракеты, наёмника, похожего на енота. На планете Ксандар они замечают, как Питер Квилл сражается с Гаморой за обладание Камнем Силы. Ракета и Грут вмешиваются в их борьбу, пытаясь захватить Квилла, чтобы получить за него вознаграждение. Всех четверых захватывает Корпус Нова и отправляют в космическую тюрьму Килн. Ракета разрабатывает план побега из Килна, включающий в себя взятие устройства с высоты на стене в качестве последнего шага, но Грут, невинно желая помочь, вытягивается на большую высоту и берёт устройство, заставляя остальных ускорить выполнение плана. Они сбегают вместе с заключённым Килна Драксом, а затем пятеро отправляются на Забвение, чтобы продать Камень Силы, где у Ракеты и Дракса происходят горячий спор. После того, как опьяневший Дракс вызывает могущественного врага Ронана, чтобы противостоять ему, и Ронан легко побеждает Дракса и получает Камень Силы, Грут спасает Дракса, образуя остриё и вводя что-то в грудь Дракса. Ракета хочет бежать, но Грут и извинения Дракса убеждают его помочь спасти Ксандар от нападения Ронана. Пока другие члены группы сражаются с Ронаном Обвинителем на борту его корабля «Чёрная астра», Ракета таранит «Чёрную астру» с помощью корабля Опустошителей и пробирается туда, после чего «Чёрная астра» падает на Ксандар. Грут жертвует собой, чтобы защитить Ракету и других, а оставшимся Стражам удаётся получить контроль над Камнем Силы и уничтожить Ронана. Ракета сажает в горшок саженец, срезанный с Грута, который вырастает в его детскую версию.

### Регенерация
2 месяца спустя Суверены нанимают Стражей Галактики для защиты ценных батарей от межпространственного монстра. Малыш Грут также составляет им компанию, но вместо того, чтобы сражаться с монстром, он устраивает драки с крысоподобными рептилиями в этом месте. Когда отец Квилла, Эго, раскрывает себя Стражам, они разделяются, чтобы Квилл, Гамора и Дракс могли отправиться с Эго на его планету, в то время как Ракета и Грут остаются, чтобы наблюдать за Небулой и отремонтировать корабль. Опустошители прибывают в поисках Квилла и, после боя, захватывают Ракету и Грута и освобождают Небулу. Опустошители восстают против своего лидера, Йонду, и плохо обращаются с Грутом, причём один Опустошитель наливает на него напитки и топчет его. После того, как Опустошители засыпают, Ракета и Йонду замышляют побег, и Грут пытается найти гребень Йонду. В конце концов, Грут убивает Опустошителя, который мучил его, и они уничтожают большую часть судна Опустошителей, за исключением отколовшегося квадранта, в котором они отправляются к Эго. Они узнают, что Эго является злой живой планетой, стремящейся доминировать во вселенной. Квилл в борьбе отвлекает Эго своими новообретёнными Целестиальными достаточно долго, чтобы Ракета смог собрать бомбу, которую Малыш Грут помещает в мозг Эго.

### Приключения в космосе
Малыш Грут сталкивается с крошечного размера пришельцами, которые считают его своим героем, когда Грут, сам того не подозревая, обеспечил их пищей в виде листа. Грут находит куст, чтобы дать пришельцам ещё листьев, но по возвращении случайно наступает на пришельцев. Он также сталкивается с Ивуа, пришельцем, меняющим облик, который выдаёт себя за Грута на танцевальном вечере, но Грут убивает его, открыв шлюз и отправив его в открытый космос. Некоторое время спустя Грут принимает грязевую ванну, используя свои листья для формирования множества форм своего тела и снимает шкуру с раздражённой им инопланетной птицы. Малыш Грут собирает различные предметы, чтобы нарисовать Стражей Галактики, и показывает готовый рисунок Ракете, которого после спасает от взрыва.

### Война бесконечности и воскрешение

«Подросток Грут» в фильме «Стражи Галактики. Часть 2»

Четыре года спустя более взрослый, зависимый от видеоигр Грут и остальные Стражи реагируют на сигнал бедствия и в конечном итоге спасают Тора, который парит в космосе среди обломков «Властителя». Тор рассказывает им о плане Таноса по получению Камней Бесконечности, и Стражи разделяются, причём Ракета и Грут сопровождают Тора на Нидавеллир, чтобы создать новое оружие. По дороге Ракета даёт Тору протез глаза, которого лишился Тор. Они находят заброшенный Нидавеллир и встречают короля гномов Эйтри. Четверо работают вместе, чтобы создать Громсекиру, мощный топор, который также наделяет Тора силой Биврёста. Тор оказывается близок к смерти от напряжения, вызванного созданием оружия, и Грут использует свою собственную руку в качестве рукояти, чтобы закончить топор и исцелить Тора. Тор транспортирует себя, Ракету и Грута в Ваканду на Земле через Биврёст, чтобы помочь Мстителям и армии Ваканды в битве против аутрайдеров. Несмотря на тяжёлое ранение, Таносу удаётся активировать Перчатку Бесконечности, щёлкнуть пальцами и телепортироваться. Ракета беспомощно наблюдает за тем, как Грут оказывается среди половины живых существ во вселенной, которые рассыпаются в прах.
Пять лет спустя, после того, как остальные Мстители отправились в прошлое, чтобы получить прошлые версии камней, с помощью которых можно восстановить тех, кто был уничтожен, Грут восстанавливается и воссоединяется с Ракетой в битве с силами альтернативной версии Таноса из прошлого. Позже Грут и восстановленные члены Стражей Галактики присутствуют на похоронах Тони Старка, который пожертвовал своей жизнью, чтобы остановить Таноса. Затем Грут и остальные Стражи в сопровождении Тора возвращаются в космос.

## Реакция
Джейкоб Столворти из The Independent похвалил персонажа, высказав мнение, что Грут был «одной из лучших вещей в первом фильме „Стражи Галактики“, и его товарищество с енотом Ракетой [было] изюминкой». Однако Столворти также раскритиковал последующее изображение персонажа в качестве малыша как «чрезвычайно раздражающее». Питер Брэдшоу из «The Guardian», тем временем, похвалил персонажа, сравнив Грута с «огромным существом Толкина».
После премьеры «Стражей Галактики» Вин Дизель и Брэдли Купер, который озвучивает Ракету, были номинированы в категории «Лучший дуэт» на MTV Movie Awards 2015. Этот персонаж также был предметом многочисленных мемов в социальных сетях.